# Colegiul Național „Márton Áron” din Miercurea Ciuc
Colegiul Național „Márton Áron”, inițial liceu romano-catolic, este o instituție de învățământ preuniversitar din Miercurea Ciuc. Clădirea liceului a fost construită între anii 1909-1911 și este clasificată în lista monumentelor istorice.

## Profesori renumiți
- Gyula Szőkefalvi-Nagy (1887-1953), profesor de matematică
- József Pataki (1908-1993), profesor de istorie